# Groupement IV/7 de Gendarmerie mobile
Le groupement IV/7 est un groupement de Gendarmerie mobile implanté à Dijon (Côte-d'Or). Créé en juillet 2000 lors de la dissolution du groupement I/8, il appartient à la région de Gendarmerie de Metz. Il comporte 6 escadrons situés en Bourgogne-Franche-Comté dont 2  suite de la dissolution du groupement  V/7 en octobre 2011.

## Implantation des unités
- Côte-d'Or (21)
  - EGM 41/7 à Dijon
  - EGM 42/7 à Dijon (unité en création)
  - EGM 44/7 à Beaune
- Nièvre (58)
  - EGM 43/7 à Decize
- Yonne (89)
  - EGM 45/7 à Auxerre
- Jura (39)
  - EGM 46/7 à Dole (était précédemment l'EGM 51/7 avant dissolution du groupement V/7 en octobre 2011)
- Saône-et-Loire (71)
  -  EGM 47/7 à Mâcon (était précédemment l'EGM 54/7 avant dissolution du groupement V/7 en octobre 2011)